# Parigi-Bourges 1975
La Parigi-Bourges 1975, ventiseiesima edizione della corsa e valevole come prova del circuito UCI categoria CB.1, si svolse il 3 maggio 1975 e fu vinta dal francese Jean-Pierre Danguillaume.

## Ordine d'arrivo (Top 10)
| Pos. | Corridore                | Squadra | Tempo |
| ---- | ------------------------ | ------- | ----- |
| 1    | Jean-Pierre Danguillaume | Peugeot |       |
| 2    | Bernard Hinault          | Gitane  |       |
| 3    | Raymond Poulidor         | Mercier |       |
| 4    | Guy Maingon              | Alvaser |       |
| 5    | Christian Seznec         | Mercier |       |
| 6    | Lucien Van Impe          | Gitane  |       |
| 7    | Georges Talbourdet       | Mercier |       |
| 8    | Bernard Bourreau         | Peugeot |       |
| 9    | Rene Grelin              | UNCP    |       |
| 10   | Guy Leleu                | Gitane  |       |